# Tver
Tver (en ruso: Тверь) —entre 1931 y 1990 conocida como Kalinin (en ruso: Кали́нин)— es una ciudad de Rusia, centro administrativo del óblast homónimo. Es un importante centro industrial y de transporte situado en el curso alto del río Volga —antes de que este llegue al embalse de Ríbinsk—, en su confluencia con los ríos Tvertsá y Tmaka. Según los últimos datos del Servicio Estatal de Estadística del óblast de Tver, la ciudad tiene una población de 416 262 habitantes.

## Historia
El primer registro escrito de Tver data de 1164. Al principio fue un establecimiento menor de comerciantes de la república de Nóvgorod, este pasó al príncipe de Vladímir en 1209. En 1246, Alejandro Nevski lo concedió a su hermano menor Yaroslav Yaroslávich, de quien surgió una dinastía de príncipes. Cuatro de estos príncipes fueron asesinados por la Horda de Oro y fueron proclamados santos por la Iglesia ortodoxa rusa.
Más tarde el principado de Tver rápidamente se transformó en uno de los estados más ricos y más populares de Rusia. Como el área era apenas accesible para las incursiones de los tártaros, tuvo una gran afluencia de población del sur recientemente devastada. Hacia el final del siglo, estaba listo a competir con Moscú para la supremacía en Rusia.
Miguel de Tver, que ascendió el trono de Vladímir en 1305, fue uno de los jefes medievales rusos más queridos. Su política de conflicto abierto con la Horda de Oro condujo a su asesinato en 1318. Su hijo Dimitri de Tver realizó una alianza con el Gran Ducado de Lituania y logró levantar el prestigio de Tver aún más alto.
Exasperado por la influencia de Dimitri, el príncipe Iván I de Rusia tramó su asesinato a manos de los mongoles en 1326. Pero oyendo las noticias de este crimen, la ciudad se rebeló contra la Horda. Entonces Iván unió sus fuerzas con los moscovitas y reprimió brutalmente la rebelión. Muchos ciudadanos fueron asesinados, esclavizados o deportados. Esto fue el golpe fatal a las pretensiones de Tver por la supremacía en Rusia.
En la segunda mitad del siglo XIV, Tver quedó debilitado por las luchas dinásticas entre sus príncipes.
Durante la Gran Guerra Feudal en Gran Ducado de Moscú, Tver otra vez se elevó a la prominencia y concluyó alianzas defensivas con Lituania, Nóvgorod, Bizancio y la Horda de Oro. El príncipe Borís de Tver envió a uno de sus hombres, Afanasi Nikitin, a buscar el oro y diamantes por la India. El relato de los viajes de Nikitin, describiendo su viaje de 1466 a 1472, es probablemente el primer manuscrito del viaje de un europeo a la India.
Fue la capital de un principado independiente hasta 1485, año en que fue anexionada por Moscovia durante el reinado de Iván III Vasílievich el Grande. Un incendio destruyó gran parte de la ciudad en 1763.
Después del incendio, la ciudad fue reconstruida en el estilo neoclásico, bajo el reinado de Catalina la Grande. Los edificios medievales que se derrumban fueron sustituidos con imponentes estructuras neoclásicas. El más importante de estos son el Palacio de Viajes de la Emperatriz (diseñado por el famoso Matvéi Kazakov), y la iglesia de Ascensión (diseñada por el Príncipe Lvov y consagrada en 1813).
Desde 1931 hasta 1990 la ciudad recibió el nombre de Kalinin en honor del dirigente soviético Mijaíl Kalinin. La Wehrmacht ocupó Kalinin durante dos meses en 1941, dejando la ciudad en cenizas. Un movimiento de resistencia a gran escala en la ciudad y la región causó la muerte de 30.000 soldados alemanes y oficiales durante la ocupación de la ciudad. En realidad, Kalinin fue la primera ciudad principal en Europa en ser liberada de la Wehrmacht.

## Mapas

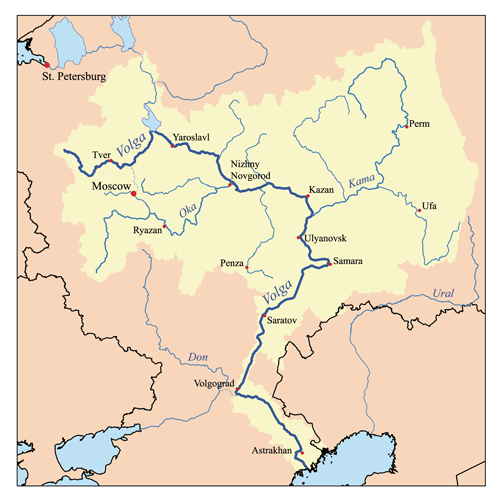
Tver en mapa del río Volga
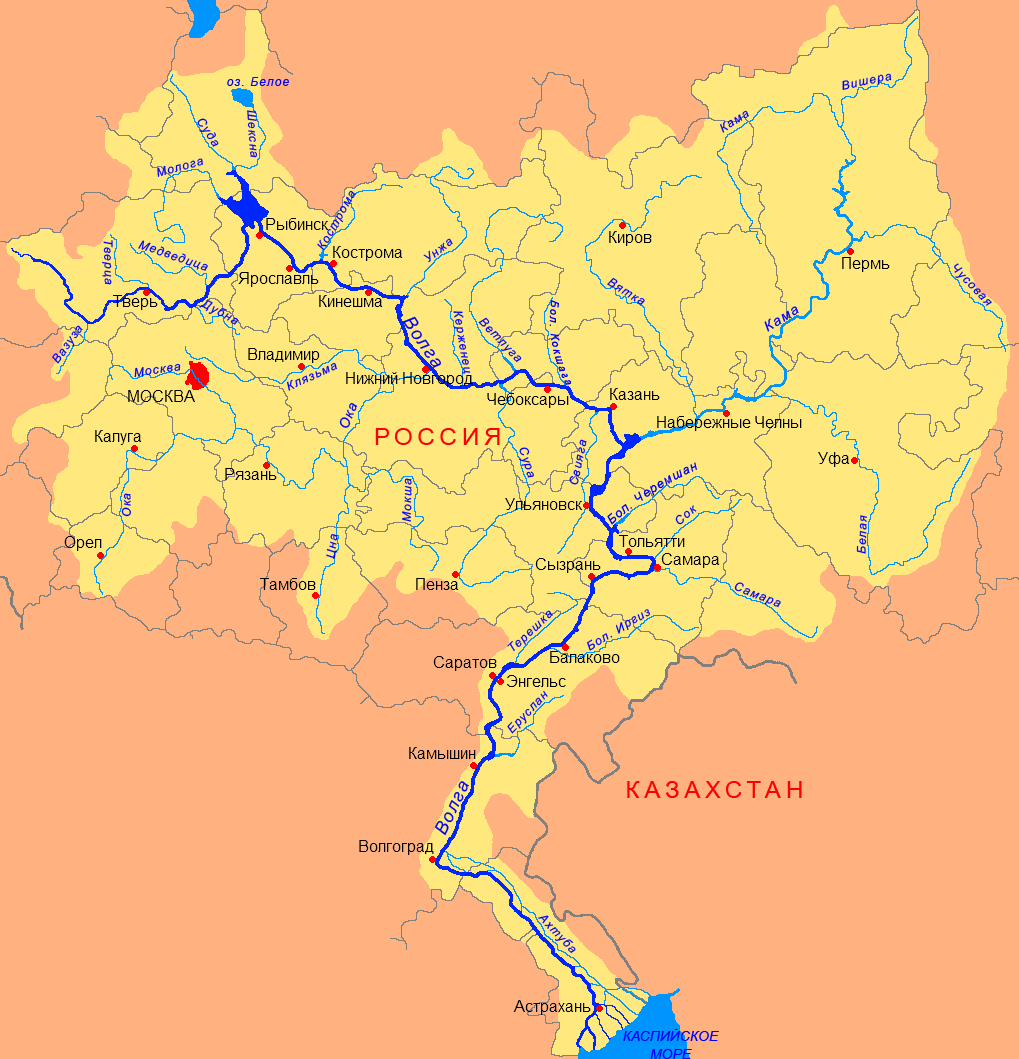
Mismo mapa en ruso; Tver (Тверь)

## Economía
Sus industrias producen tejidos, maquinaria, material impreso y equipo ferroviario. En la actualidad existen rutas turísticas que llevan a los turistas desde Moscú a esta ciudad a través de un conjunto de ríos conectados con esclusas construidas durante la época soviética.

## Demografía

### Población
El municipio cuenta según los últimos datos estadísticos para 2016 con 416.262 habitantes,  por lo que más del 31% de la población del óblast (1 304 067 hab.) vive en Tver. En 1997, la población residente alcanzó la cifra más alta, 453.000 habitantes censados.
| Gráfica de evolución demográfica de Tver entre 1685 y 2016 |
|                                                            |

### Grupos étnicos
El 92,5% de la población de Tver es étnicamente rusa. Otras nacionalidades incluyen ucranianos (1.7%), carelios (1.0%) y bielorrusos (0.6%). Además, en la ciudad viven armenios, azeríes, tártaros, gitanos, chechenos, chuvascos, moldavos, georgianos, alemanes, mordvinos y tayikos.

## Geografía

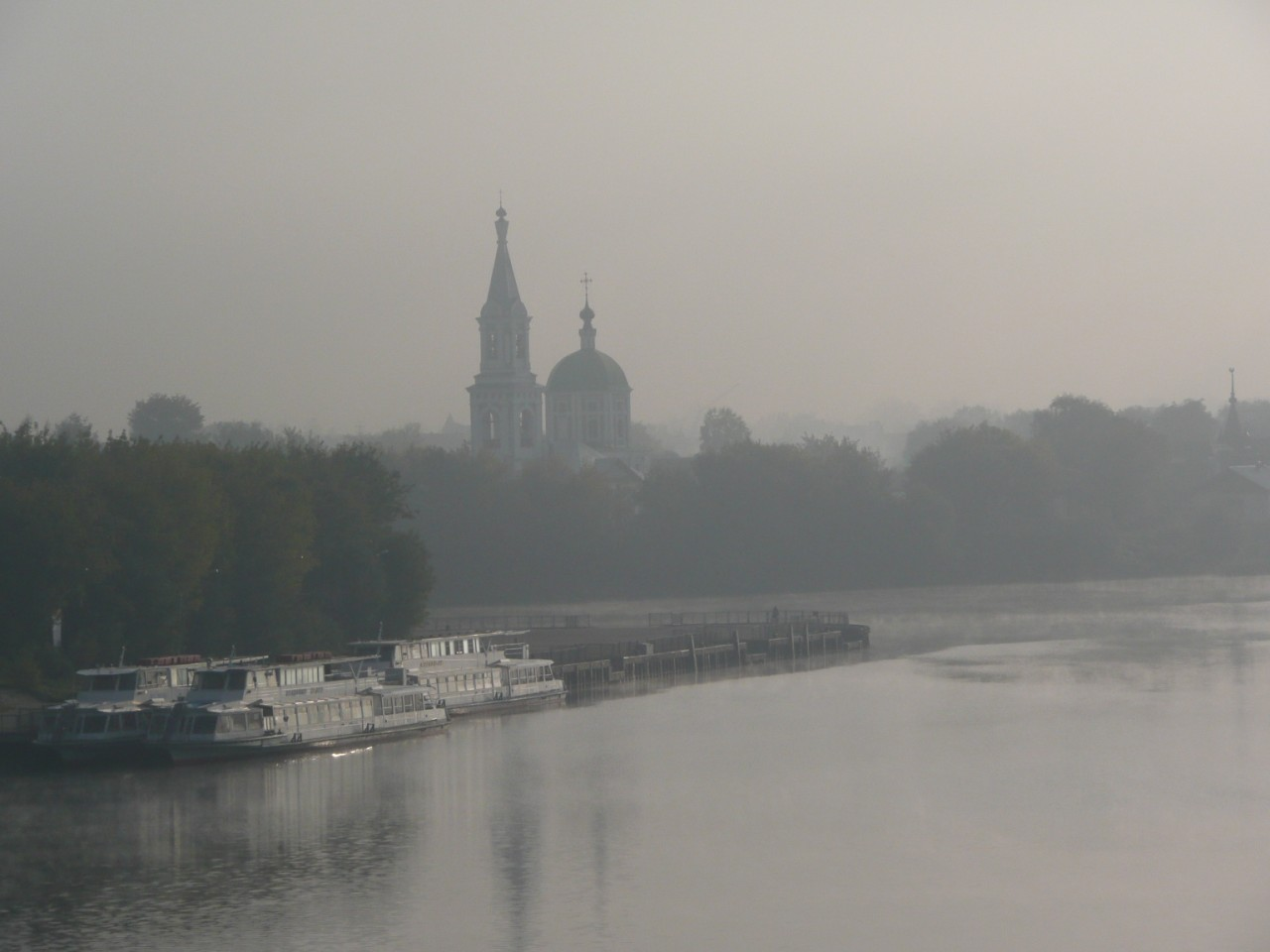
Tver junto al río Volga.

Tver está situado en la periferia oeste de tierras bajas de curso superior del Volga, se encuentra localizada en la carretera que une Moscú con San Petersburgo.

### Clima
El clima es continental con moderadamente fríos y largos inviernos, y suaves y breves veranos.
| Parámetros climáticos promedio de Tver (normales 1991–2020, extremos 1871–presente) | Parámetros climáticos promedio de Tver (normales 1991–2020, extremos 1871–presente) | Parámetros climáticos promedio de Tver (normales 1991–2020, extremos 1871–presente) | Parámetros climáticos promedio de Tver (normales 1991–2020, extremos 1871–presente) | Parámetros climáticos promedio de Tver (normales 1991–2020, extremos 1871–presente) | Parámetros climáticos promedio de Tver (normales 1991–2020, extremos 1871–presente) | Parámetros climáticos promedio de Tver (normales 1991–2020, extremos 1871–presente) | Parámetros climáticos promedio de Tver (normales 1991–2020, extremos 1871–presente) | Parámetros climáticos promedio de Tver (normales 1991–2020, extremos 1871–presente) | Parámetros climáticos promedio de Tver (normales 1991–2020, extremos 1871–presente) | Parámetros climáticos promedio de Tver (normales 1991–2020, extremos 1871–presente) | Parámetros climáticos promedio de Tver (normales 1991–2020, extremos 1871–presente) | Parámetros climáticos promedio de Tver (normales 1991–2020, extremos 1871–presente) | Parámetros climáticos promedio de Tver (normales 1991–2020, extremos 1871–presente) |
| Mes                                                                                 | Ene.                                                                                | Feb.                                                                                | Mar.                                                                                | Abr.                                                                                | May.                                                                                | Jun.                                                                                | Jul.                                                                                | Ago.                                                                                | Sep.                                                                                | Oct.                                                                                | Nov.                                                                                | Dic.                                                                                | Anual                                                                               |
| ----------------------------------------------------------------------------------- | ----------------------------------------------------------------------------------- | ----------------------------------------------------------------------------------- | ----------------------------------------------------------------------------------- | ----------------------------------------------------------------------------------- | ----------------------------------------------------------------------------------- | ----------------------------------------------------------------------------------- | ----------------------------------------------------------------------------------- | ----------------------------------------------------------------------------------- | ----------------------------------------------------------------------------------- | ----------------------------------------------------------------------------------- | ----------------------------------------------------------------------------------- | ----------------------------------------------------------------------------------- | ----------------------------------------------------------------------------------- |
| Temp. máx. abs. (°C)                                                                | 9.0                                                                                 | 8.4                                                                                 | 17.5                                                                                | 26.8                                                                                | 33.7                                                                                | 35.4                                                                                | 37.3                                                                                | 38.8                                                                                | 32.6                                                                                | 24.5                                                                                | 15.3                                                                                | 9.5                                                                                 | 38.8                                                                                |
| Temp. máx. media (°C)                                                               | −4.4                                                                                | −3.4                                                                                | 2.5                                                                                 | 11.2                                                                                | 18.5                                                                                | 22.1                                                                                | 24.5                                                                                | 22.3                                                                                | 16.0                                                                                | 8.4                                                                                 | 1.1                                                                                 | −2.8                                                                                | 9.7                                                                                 |
| Temp. media (°C)                                                                    | −7.0                                                                                | −6.7                                                                                | -1.6                                                                                | 6.0                                                                                 | 12.6                                                                                | 16.6                                                                                | 19.0                                                                                | 16.8                                                                                | 11.2                                                                                | 5.1                                                                                 | −1.1                                                                                | −5.0                                                                                | 5.5                                                                                 |
| Temp. mín. media (°C)                                                               | −9.8                                                                                | −10.2                                                                               | −5.6                                                                                | 0.9                                                                                 | 6.7                                                                                 | 10.9                                                                                | 13.5                                                                                | 11.7                                                                                | 7.0                                                                                 | 2.1                                                                                 | −3.2                                                                                | −7.4                                                                                | 1.4                                                                                 |
| Temp. mín. abs. (°C)                                                                | −39.7                                                                               | −41.6                                                                               | −36.4                                                                               | −21.4                                                                               | −7.4                                                                                | −2.3                                                                                | 2.2                                                                                 | −2.2                                                                                | −7.1                                                                                | −17.4                                                                               | −29.2                                                                               | −43.8                                                                               | −43.8                                                                               |
| Precipitación total (mm)                                                            | 44                                                                                  | 38                                                                                  | 34                                                                                  | 34                                                                                  | 64                                                                                  | 77                                                                                  | 76                                                                                  | 75                                                                                  | 58                                                                                  | 67                                                                                  | 50                                                                                  | 44                                                                                  | 661                                                                                 |
| Días de lluvias (≥ 1 mm)                                                            | 4                                                                                   | 4                                                                                   | 6                                                                                   | 11                                                                                  | 15                                                                                  | 15                                                                                  | 13                                                                                  | 15                                                                                  | 16                                                                                  | 15                                                                                  | 11                                                                                  | 6                                                                                   | 131                                                                                 |
| Días de nevadas (≥ 1 mm)                                                            | 23                                                                                  | 21                                                                                  | 15                                                                                  | 5                                                                                   | 1                                                                                   | 0.03                                                                                | 0                                                                                   | 0                                                                                   | 0.4                                                                                 | 5                                                                                   | 16                                                                                  | 21                                                                                  | 107                                                                                 |
| Humedad relativa (%)                                                                | 86                                                                                  | 82                                                                                  | 76                                                                                  | 70                                                                                  | 68                                                                                  | 72                                                                                  | 73                                                                                  | 78                                                                                  | 82                                                                                  | 85                                                                                  | 88                                                                                  | 87                                                                                  | 79                                                                                  |
| Fuente: Pogoda.ru.net                                                               |                                                                                     |                                                                                     |                                                                                     |                                                                                     |                                                                                     |                                                                                     |                                                                                     |                                                                                     |                                                                                     |                                                                                     |                                                                                     |                                                                                     |                                                                                     |

## Urbanismo

### Organización político-administrativa

Divisiones administrativas de Tver.

Dentro de la óblast de Tver, la ciudad forma por sí sola una unidad administrativa directamente subordinada a la óblast, con jurisdicción municipal con estatus de ókrug urbano. Geográficamente, la ciudad se enclava en el centro del raión de Kalinin, un distrito administrativo y municipal (raión) del que el municipio de Tver no forma parte, pese a que la ciudad de Tver alberga los órganos administrativos del distrito.
La ciudad de Tver está gobernada por el Ayuntamiento de Tver (Duma de la ciudad de Tver, en ruso: Тверская городская Дума). El órgano está presidido por el Alcalde (en ruso: глава города Твери), desde las elecciones municipales de 2009, Vladímir Bábichev.
La Junta de la ciudad de Tver (en ruso: администрация города Твери) se encarga de administrar los impuestos municipales, para costear los servicios públicos y la construcción de infraestructuras. Está presidida por el alcalde de la Junta (en ruso: глава администрации), es un funcionario ejecutivo, el cual no es elegido democráticamente, pero se le designa una oficina pública por parte del Ayuntamiento de Tver. Desde mayo de 2009, Vasili Toloko.
Tver está dividida en 4 distritos (raiones), que a su vez están gobernados por sus correspondientes Juntas Distritales. La última división administrativa de Tver data de 1975 y estructura a la ciudad en los siguientes distritos:
| Distritos Administrativos | Nombre en ruso     | Habitantes (2010) |
| ------------------------- | ------------------ | ----------------- |
| Zavolzhski (1)            | Заволжский район   | 138.027           |
| Moskovski (2)             | Московский район   | 120.192           |
| Proletarski (3)           | Пролетарский район | 91.095            |
| Tsentralni (4)            | Центральный район  | 54.412            |

## Educación

### Educación universitaria
Tver es el centro de educación superior pública de la región. La ciudad es sede de cinco instituciones públicas:
- Universidad Estatal de Tver
- Universidad Técnica Estatal de Tver
- Academia Médica Estatal de Tver
- Academia Estatal de Agricultura de Tver
- Academia Militar de Defensa Antiaérea

Además de las instituciones públicas, en la ciudad se encuentran las universidades privadas.

## Personas famosas de Tver
- Afanasi Nikitin - el primer mercader ruso conocido que viajó a Persia, India y Turquía
- Miguel Yaroslávich - príncipe de Tver, santo patrón de Tver
- Máximo El Griego (en griego: Μάξιμος ο Γραικός) - un santo de la Iglesia ortodoxa rusa
- Felipe de Moscú - Patriarca de Moscú y de todas las Rusias de 1566 a 1568
- Matvéi Kazakov - arquitecto
- Carlo di Giovanni Rossi - arquitecto, vivió en la ciudad
- Catalina Pávlovna Románova - Gran Duquesa de Rusia, la cuarta hija del zar Pablo I de Rusia, vivió en Tver
- Mijaíl Saltykov-Shchedrín - escritor, en 1860 fue vicegobernador de Tver
- Mijaíl Bakunin - filósofo anarquista, nacido en la gubérniya de Tver
- Iván Krylov - comediógrafo y poeta, vivió en Tver
- Fiódor Glinka - poeta, vivió en Tver
- Mikhail Krug - cantante, vivió en Tver
- Serguéi Lémeshev - tenor, nacido en la gubérniya de Tver
- Andréi Túpolev - diseñador y constructor aeronáutico, nacido en la gubérniya de Tver
- Mijaíl Kalinin - revolucionario bolchevique y político soviético, nacido en la gubérniya de Tver

### Nacidos en Tver
- Pável Anósov (1799–1851) – ingeniero metalúrgico
- Nikolái Demiánov (1861–1938) – químico orgánico
- Yevgueni Bobrov (1902–1983) – botánico, pteridólogo
- Oleg Lósev (1903–1942) – físico e inventor
- Aleksandr Fiódorov (1906–1982) – botánico
- Andréi Fiódorov (1909–1987) – biólogo, botánico
- Klavdiya Tochenova (1921–2004) – atleta
- Borís Pugo (1937–1991) – político soviético
- Víktor Denísov (1966) – piragüista
- Andréi Plitkin (1969) – piragüista
- Serguéi Chémerov (1972) – piragüista
- Ignat Kovaliov (1976) – piragüista
- Alexéi Volkonski (1978) – piragüista
- Oleg Shélegov (1985) – piragüista
- Anastasiya Jaritónova (1987) – piragüista
- Yana Zvéreva (1989) – deportista que compite en esgrima
- Daria Klíshina (1991) – atleta
- Iliá Pervujin (1991) – piragüista
- Natalia Nepriayeva (1995) – deportista que compite en esquí de fondo